# York United FC
York United FC (voorheen York9 FC) is een Canadese voetbalclub uit Toronto, Ontario. De club is opgericht in 2018 speelt in de Canadian Premier League. York United FC speelt de thuiswedstrijden in het York Lions Stadium.

## Resultaten
In het seizoen 2021, het derde Premier League-seizoen uit de clubgeschiedenis, bereikte York United voor het eerste de play-offs. Daarin werden ze echter onmiddellijk uitgeschakeld door Forge FC. In 2022 wist de club de halve finale van het Canadian Championship te bereiken.
| 2019 | CPL | 3e | 34 | Niet gekwalificeerd | –                           | 2e kwalificatieronde | – |
| 2020 | CPL | 5e | 10 | Niet gekwalificeerd | –                           | Niet gekwalificeerd  | – |
| 2021 | CPL | 4e | 36 | Halve finale        | 3-1 verloren van Forge FC   | Kwartfinale          | – |
| 2022 | CPL | 6e | 34 | Niet gekwalificeerd | –                           | Halve finale         | – |
| 2023 | CPL | 5e | 38 | Voorronde           | 1-0 verloren van Pacific FC | Kwartfinale          | – |

## Seizoen 2019

### Selectie
| Keepers       |                      |                   |              |
| 1             | Canada               | Matt Silva        | Keeper       |
| 29            | Canada               | Nathan Ingham     | Keeper       |
| 31            | Canada               | Colm Vance        | Keeper       |
| Verdedigers   |                      |                   |              |
| 2             | Canada               | Daniel Gogarty    | Verdediger   |
| 3             | Canada               | Morey Doner       | Verdediger   |
| 5             | Saint Kitts en Nevis | Justin Springer   | Verdediger   |
| 6             | Canada               | Roger Thompson    | Verdediger   |
| 13            | Canada               | Luca Gasparotto   | Verdediger   |
| 20            | Canada               | Diyaeddine Abzi   | Verdediger   |
| 77            | Canada               | Steven Furlano    | Verdediger   |
| Middenvelders |                      |                   |              |
| 8             | Canada               | Joseph Di Chiara  | Middenvelder |
| 10            | Canada               | Manny Aparicio    | Middenvelder |
| 11            | Canada               | Emilio Estevez    | Middenvelder |
| 14            | Canada               | Emmanuel Zambazis | Middenvelder |
| 14            | Canada               | Nicolás Galvis    | Middenvelder |
| 18            | Canada               | Ryan Telfer       | Middenvelder |
| 19            | Canada               | Kyle Porter       | Middenvelder |
| 23            | Japan                | Wataru Murofushi  | Middenvelder |
| 96            | Venezuela            | José Piña         | Middenvelder |
| Aanvallers    |                      |                   |              |
| 7             | Canada               | Austin Ricci      | Aanvaller    |
| 12            | Zweden               | Simon Adjei       | Aanvaller    |
| 17            | Canada               | Cyrus Rollocks    | Aanvaller    |
| 22            | Chili                | Rodrigo Gattas    | Aanvaller    |
| 92            | Canada               | Michael Cox       | Aanvaller    |